# Acte d'uniformité (1552)
Pour les articles homonymes, voir Act of Uniformity et Acte d'uniformité.
Le second Act of Uniformity (Acte d'Uniformité) du 14 avril 1552 Act of Uniformity du Parlement d'Angleterre, est promulguée par Édouard VI d'Angleterre pour remplacer l'acte d'uniformité de 1548. Il remplace le  Livre de prières communes de 1549, autorisé par l'Acte d'uniformité de 1548, par une version révisée et plus clairement protestante, le Livre de prières communes de 1552. Thomas Cranmer, le principal auteur des versions 1549 et 1552 de la liturgie, soutient qu'il n'y a pas de différence théologique entre les deux.
Le second Act of Uniformity précise que le nouveau Livre de la prière commune, qui doit être en usage au 1er novembre. Il renforce les sanctions prévues contre les ministres qui ne l’utilisent pas et rend passible d’amende tous ceux qui n’assistent pas à l’office du dimanche et ceux qui manqueraient de décence pendant le service.